# Bryothripa
Bryothripa is een geslacht van vlinders van de familie visstaartjes (Nolidae).

## Soorten
- B. miophaea Hampson, 1912